# 온양민속박물관 소장 용문촛대
온양민속박물관 소장 용문촛대(溫陽民俗博物館 所藏 龍紋燭臺)는 사자형 받침대와 용문초의 상하 2단 구조로 되어 있는, 조선 후기 사찰의 재의식 공간을 장엄하는 데 사용하였던 의식법구의 하나이다. 2010년 7월 30일 충청남도의 유형문화재 제208호로 지정되었다.

## 개요
온양민속박물관 소장 용문촛대는 사자형 받침대와 용문초의 상하 2단 구조로 되어 있으며. 하단의 받침대는 3층으로 구분되어 맨 아래쪽은 사자형 받침, 중간은 죽절형 간주, 맨 위쪽에는 전접시가 달린 초꽂이로 되어 있다. 상단의 용문초는 목재로 만든 길쭉한 원통형이고 내부에 용문양이 새겨진 초의 형태를 갖추고 있다
푸른 사자의 받침대 아래는 안쪽으로 1cm가량 움푹 패여 있고, 푸른 사자의 받침에만 먹으로 “畵圓 僧 勝尒”라는 명문이 새겨져 있다. 푸른 사자나 누런 사자는 둘 다 거의 비슷한 형상과 조각솜씨를 보이는 것으로 보아 한 사람의 솜씨인 것을 알게 되며, 화원승 “勝尒”가 제작한 것으로 보인다.
받침대 상단은 둘 다 전접시 위에 촛꽂이가 꽂힌 형태이다. 죽절형 마디와 연결된 전접시 아래쪽은 위로 활짝 핀 6잎 연꽃 받침이 받쳤는데, 아래쪽 부분이어서인지 원래의 색채가 비교적 잘 보존되어 있다. 하단 받침대는 귀엽고 앙징 맞은 사자가 누워있는 모습을 형상화하였고, 복련 위로 매끈한 표면의 죽절형 기둥을 세우고 다시 앙연이 전접시를 받치는 모습이었다. 전체적인 형태는 각진 구석이 없고 둥그스름하여 받침으로서의 기능에 충실하도록 조각되었다. 두 쌍의 용문초 하단에는 각각 먹으로 명문이 써 있다. 청룡초의 바닥에는 “百石”이, 황룡초의 바닥에는 “京靑”이라고 씌어 있다.
용촛대는 조선 후기 사찰의 재의식 공간을 장엄하는 데 사용하였던 의식법구의 하나로 〈온양민속박물관 소장 용문촛대〉는 현존하는 촛대와 비교가 되지 않을 정도로 우수한 조각솜씨와 세련된 조형미를 갖추고 있으며 사자형 받침대와 용문초의 구조가 온전하고, 받침대의 사자 뿐 아니라 용문초의 조각 솜씨가 예술적이며 세부 문양의 조형적 표현이 우수할 뿐 아니라 제작할 당시의 색채를 거의 그대로 지니고 있으며, 제작 당시의 원형과 제작 장인의 이름이 남아 있는 등 미술사적 가치가 높다.

## 참고 자료
- 온양민속박물관 소장 용문촛대 - 국가유산청 국가유산포털